# 拉罗什瓦诺
拉罗什瓦诺（法語：La Roche-Vanneau，法語發音：[la ʁɔʃ vano]）是法国科多尔省的一个市镇，位于该省中部，属于蒙巴尔区。

## 地理
拉罗什瓦诺（47°28'24"N, 4°31'35"E）面积13.19 平方千米，位于法国勃艮第-弗朗什-孔泰大區科多尔省，该省份为法国中东部省份，北起奥布省，西接涅夫勒省和约讷省，南至索恩-卢瓦尔省，东南接汝拉省，东临上索恩省，东北部与上马恩省接壤。
与拉罗什瓦诺接壤的市镇（或旧市镇、城区）包括：奥泽兰河畔弗拉维尼、布兰、当皮埃尔昂蒙塔涅、欧特罗什、雅伊莱穆兰、马里尼勒卡韦、维勒费里。

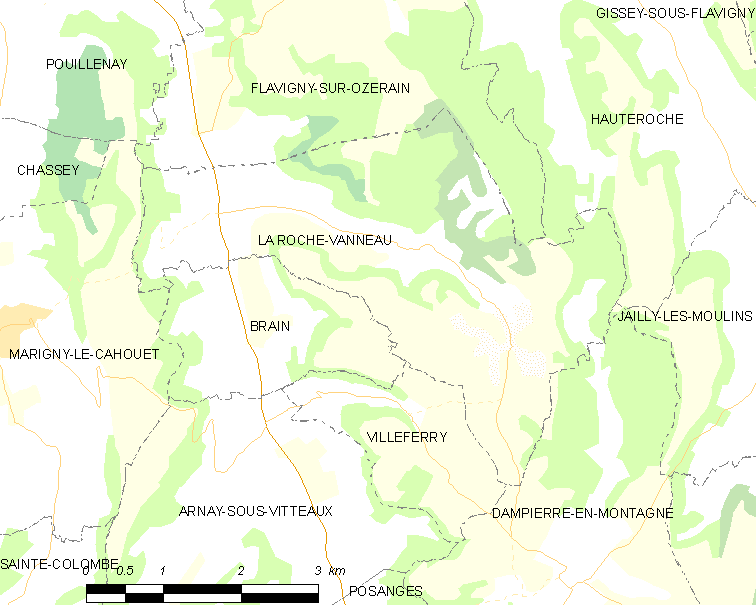
拉罗什瓦诺的OSM定位图

拉罗什瓦诺的时区为UTC+01:00、UTC+02:00（夏令时）。

## 行政
拉罗什瓦诺的邮政编码为21150，INSEE市镇编码为21528。

## 政治
拉罗什瓦诺所属的省级选区为蒙巴尔县。

## 人口

1962-2008年间拉罗什瓦诺人口变化图示

拉罗什瓦诺于2022年1月1日时的人口数量为137人。